# NTTデータアイ
株式会社NTTデータ・アイは、日本のシステムインテグレーター。SI専業事業者NTTデータの子会社である。

## 概要
2008年10月1日、NTTデータクリエイションを存続会社として、NTTデータソリューション、NTTデータテクノロジ、NTTデータシステムサービスのNTTデータ公共分野グループ会社4社が統合して発足した。
主に中央省庁の公共分野の大規模システム、自治体の各種行政関連システム及びヘルスケア関連システム等の開発やメンテナンス、システム導入におけるコンサルティング活動が中心となっている。
その他、一般事務の労働者派遣事業を行っている。

## 沿革

### NTTデータ クリエイション
交通関連システム、中央省庁関連システム、自治体の各種行政関連システム、電子自治体システム、保健・医療・福祉分野の情報処理システムの開発が中心
- 1990年 - 会社設立。航空管制関連システムへ参画。人材派遣事業を開始
- 1993年 - 自動車登録関連システムへ参画
- 1996年 - 地方公共団体のシステム開発へ参画
- 1998年 - 労働保険関連システムへ参画

### NTTデータ ソリューション
財務省および中央省庁システム／貿易・物流関連システム　税務・会計システム／独立行政法人向け会計システムの開発、保守が中心
- 1998年 - 会社設立
  - 国税総合管理システムプロジェクトへ参画
  - 官庁会計事務データ通信システムプロジェクトへ参画
  - 通関情報処理システムプロジェクトへ参画
- 1999年 - 一般労働者派遣事業許可を取得。独立行政法人会計システムプロジェクト発足
- 2001年 - 独立行政法人会計システムサービス開始
- 2002年 - 国税電子申告・納税システムプロジェクトへ参画

### NTTデータ テクノロジ株式会社
特許庁ペーパーレスシステム／各省庁電子政府システムの開発保守が中心
- 1990年 - 会社設立。特許庁ペーパーレスシステムへ参画
- 1996年 - 総務省総合無線局監理システムへ参画
- 2006年 - 特定労働者派遣事業許可を取得
- 2007年 - 郵政LANシステムへ参画

### NTTデータ システムサービス
社会保険オンラインシステム／健保組合システムの開発、保守が中心
- 1986年 - NTTシステムサービス株式会社として設立。社会保険オンラインシステム（SOLS）に参画
- 2002年 - 株式会社NTTデータシステムサービスに社名変更
- 2008年 - 同社に統合

### 統合後
- 2008年10月1日 - 前述4社が統合し、株式会社NTTデータ・アイが発足
- 2009年 - 株式会社エヌ・ティ・ティ・データ・ポップを合併